# Ram Karmi
Pour les articles homonymes, voir RAM et Karmi.
Ram Karmi (en hébreu רם כרמי), né en 1931 à Jérusalem et mort le 11 avril 2013 à Herzliya, est un architecte israélien, fils de l’architecte Dov Karmi.

## Biographie
Il a conçu le bâtiment de la Cour suprême d'Israël avec sa sœur, Ada Karmi-Melamede.

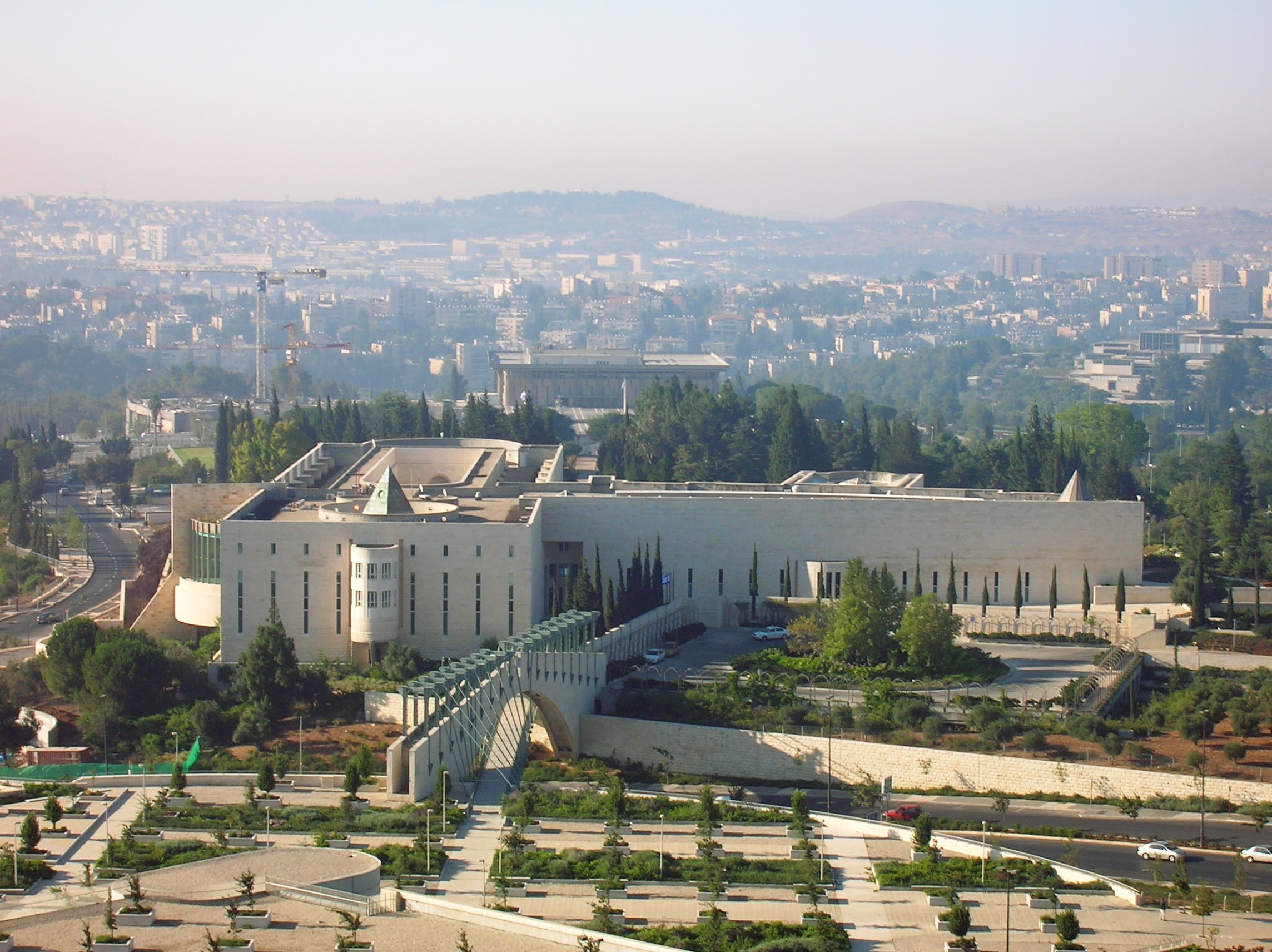
La Cour suprême d'Israël

## Distinctions
- 2002 : prix Israël en architecture[1],[2]